# Linlithgow

El gos negre de Linlithgow

Linlithgow (gaèlic escocès: Gleann Iluita, Scots: Lithgae) és un burgh reial del West Lothian, a Escòcia. Està situat a una trentena de quilòmetres a l'oest d' Edimburg i compta 13.370 habitants. El seu símbol és un gos negre lligat a un roure sobre una illa. El seu sant patró és Sant Miquel i la seva divisa és « 
| « | St. Michael is kind to strangers | » |

 (Sant Miquel és amable amb els estrangers).
Està agermanada amb la ciutat francesa de Guyancourt i, com a part del West Lothian, amb Grapevine (Texas), als Estats Units.
Aquí va néixer el polític escocès Alex Salmond.

## Història

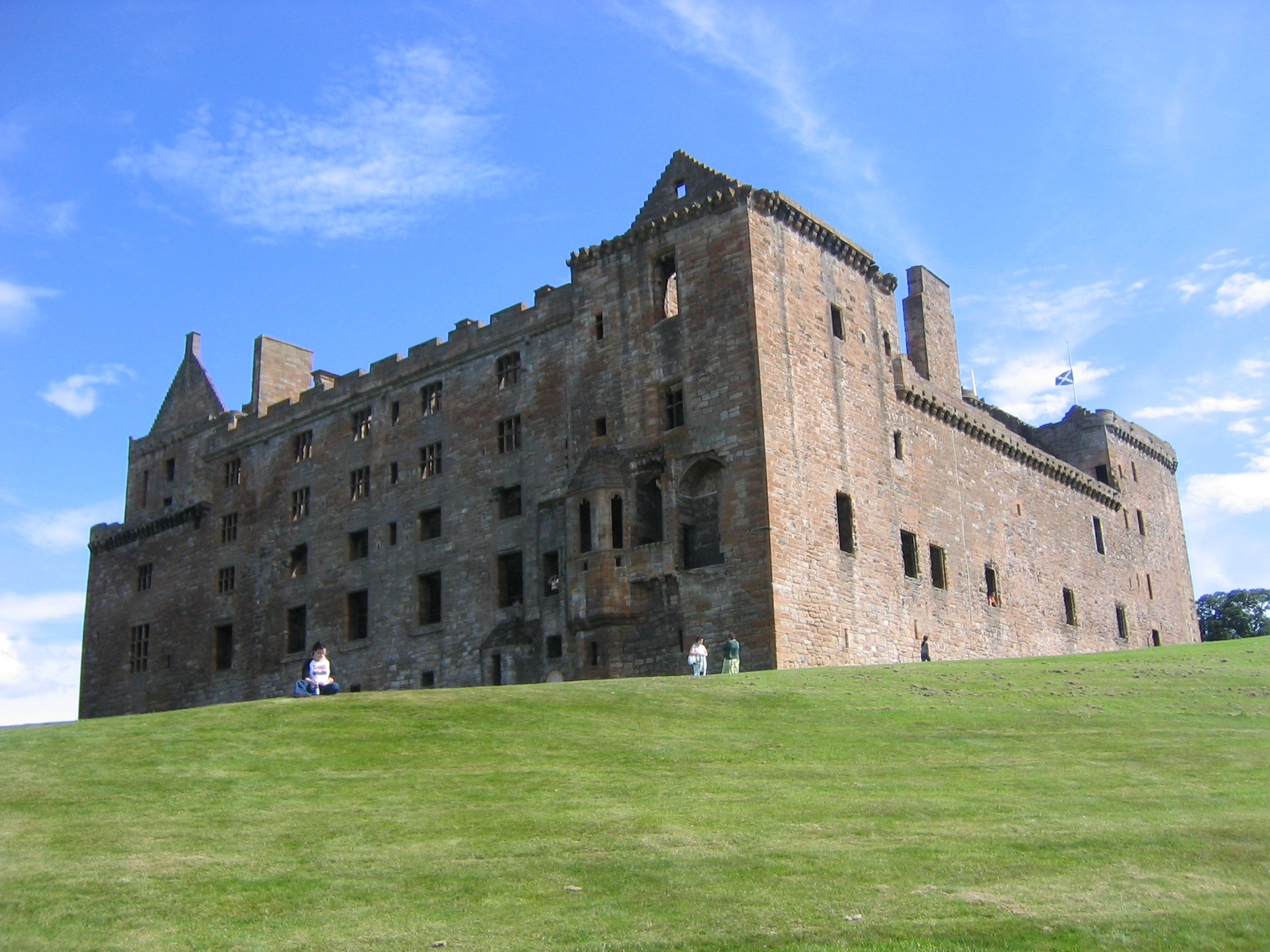
El Palau de Linlithgow vist del seu parc públic, The Peel.

La principal atracció de Linlithgow és el Palau de Linlithgow, lloc de naixement del rei Jaume V i de la seva filla Maria Stuart, és probablement l'edifici civil més bonic de la baixa edat mitjana encara dempeus a Escòcia. El palau actual va ser començat l'any 1424 per Jaume I d'Escòcia en el lloc d'una antiga fortalesa. Va ser incendiat l'any 1746 per les tropes del duc Guillem August de Cumberland però, encara que sense sostre, l'essencial de la seva estructura existeix encara avui.

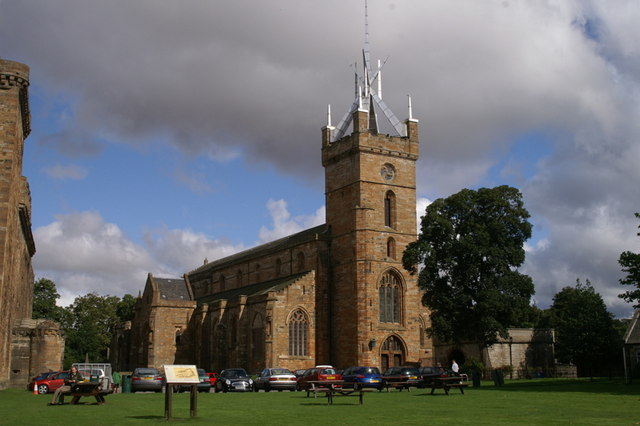
L'església Sant Michael.

Adjacent al palau es troba l'església Sant Michael, una gran església del segle xv. La seva volta occidental tenia una fletxa en corona del tipus de la catedral Sant Gilles d'Edimburg o de la catedral Sant Nicolau de Newcastle-upon-Tyne. Va ser retirat al començament del segle xix i reemplaçada l'any 1964 per una fletxa d'alumini de l'arquitecte escocès Basil Spence, i representa la corona d'espines de Crist.
A High Street es troben nombrosos edificis històrics, sobretot antigues tavernes.
James Hamilton va assassinar a Linlithgow, el gener de 1570, el regent d'Escòcia James Stuart, que seria el primer assassinat per arma a foc de la història.

## Galeria

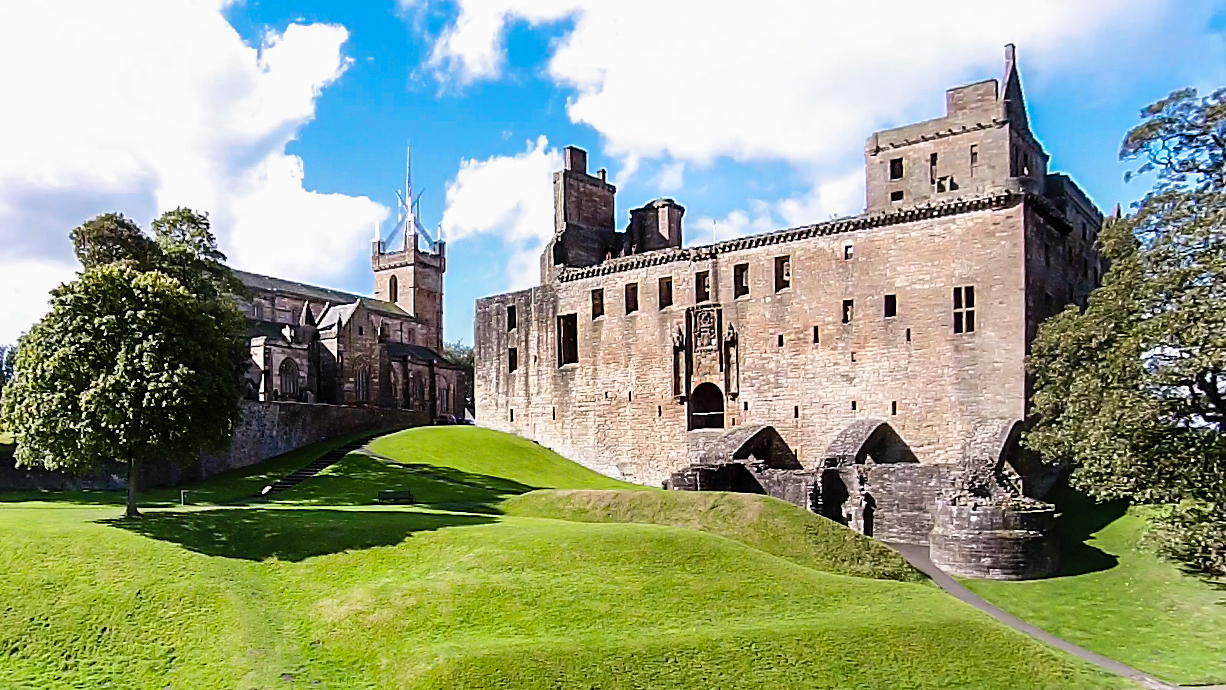
El palau de Linlithgow.
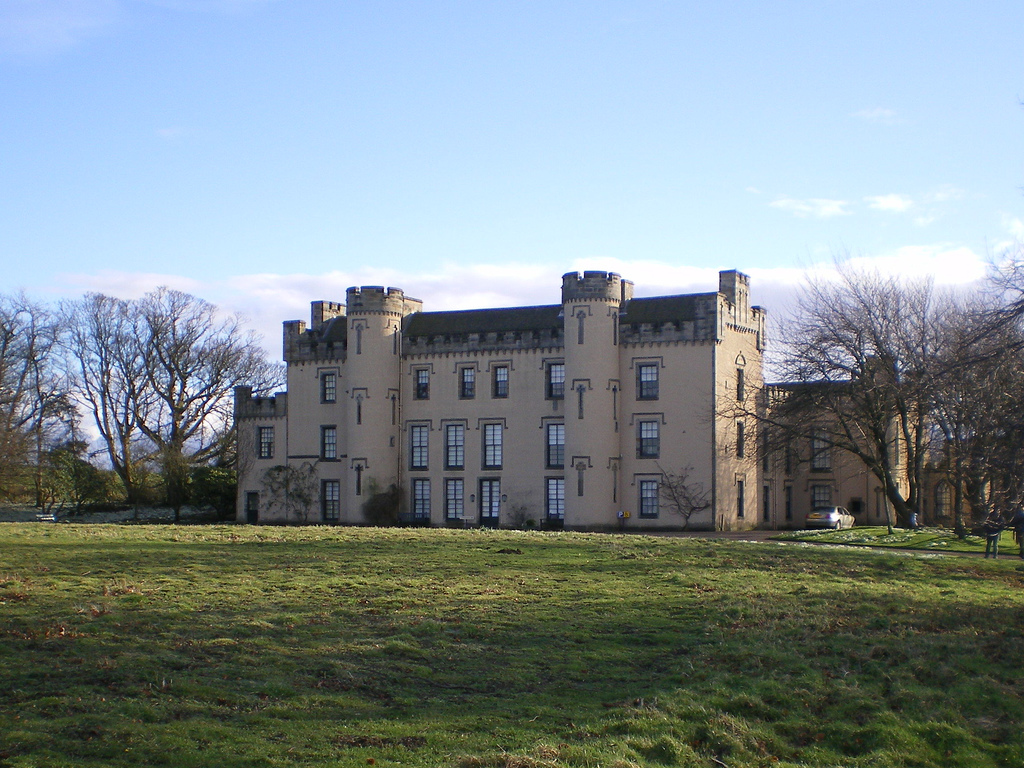
El palau de Bins.
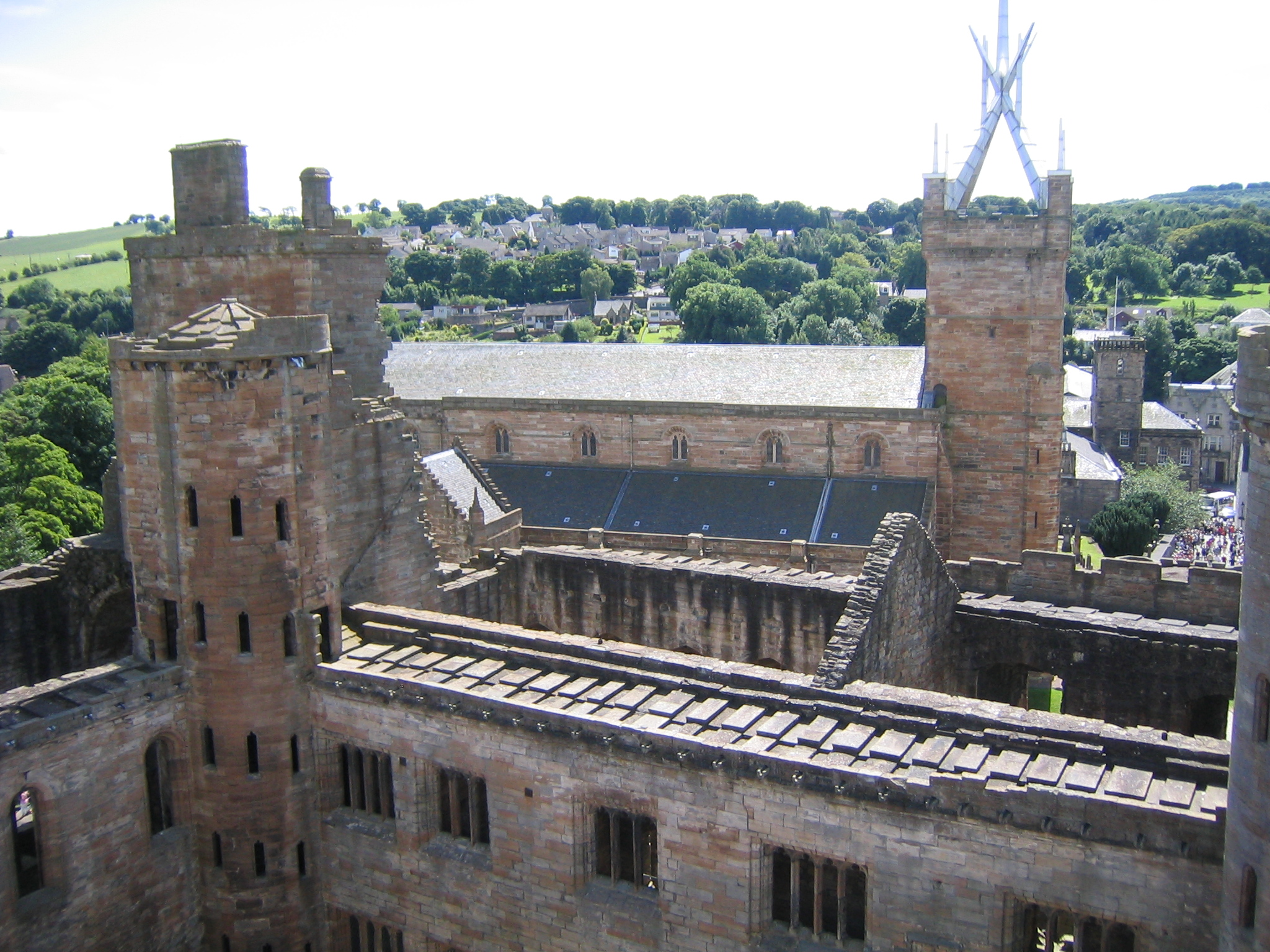
L'església de Saint Michel.
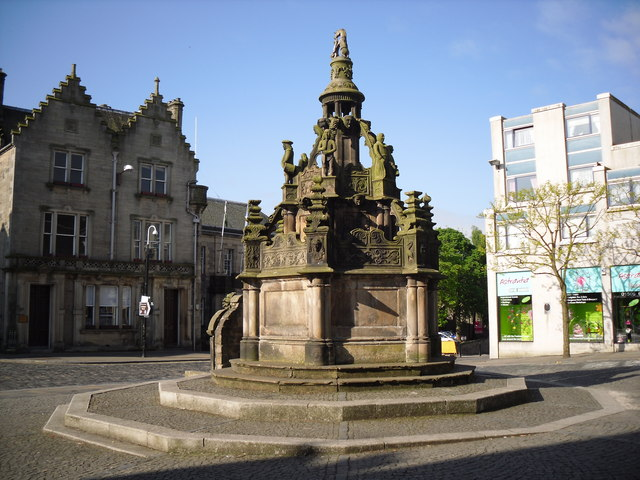
Cross Well.
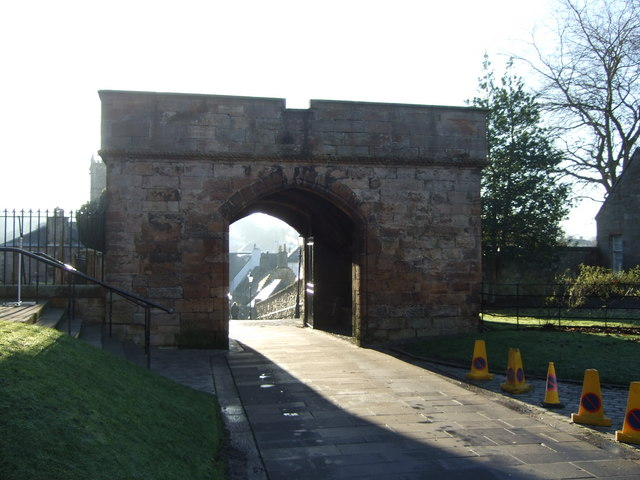
L'arc.
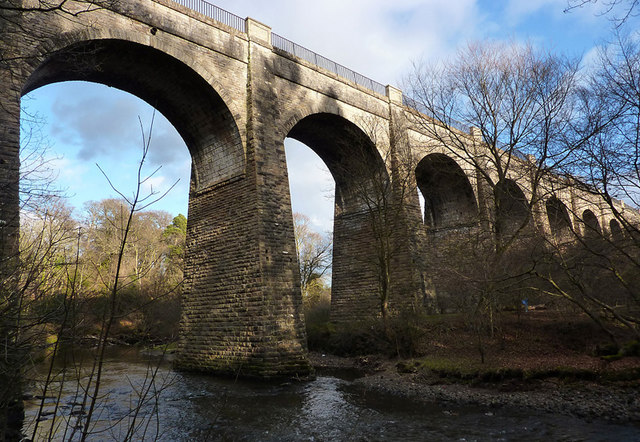
Aqueducte sobre l'Avon.
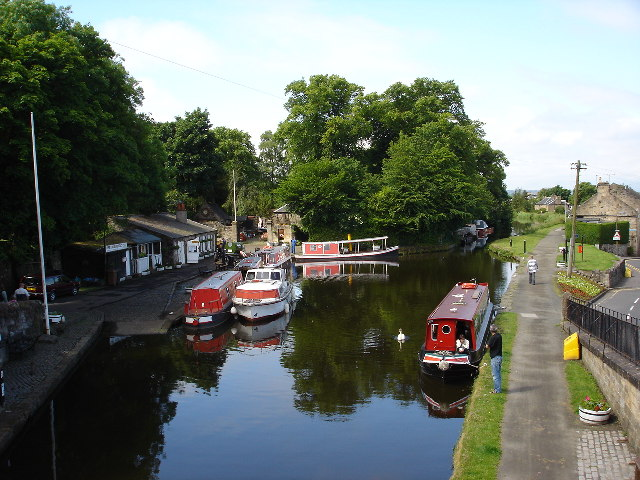
La séquia.
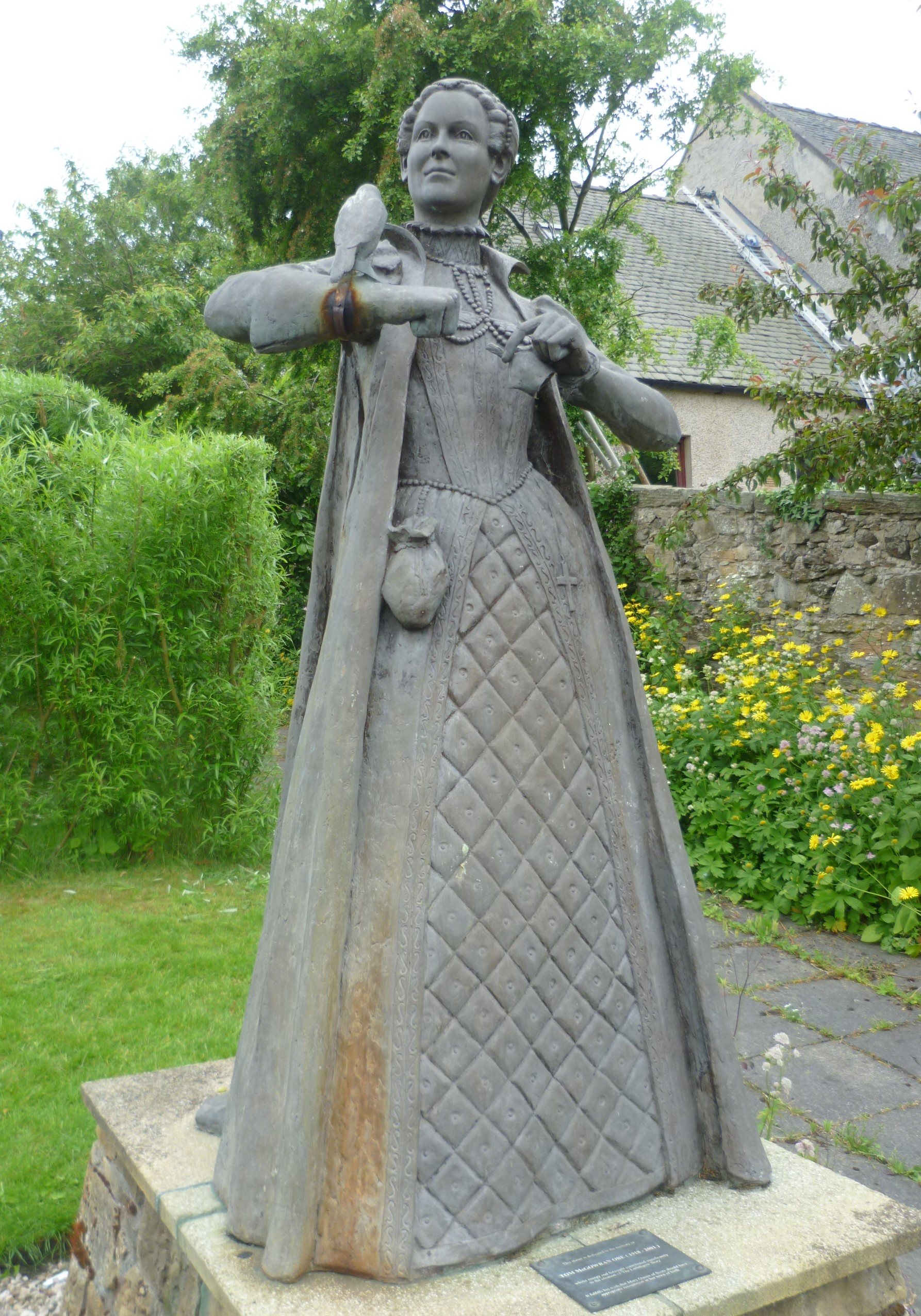
Estàtua de la reina Maria Stuart.
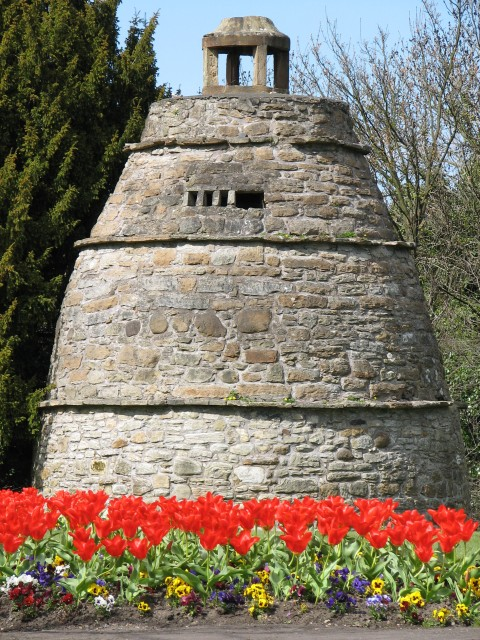
Niu d'aus a prop del canal.
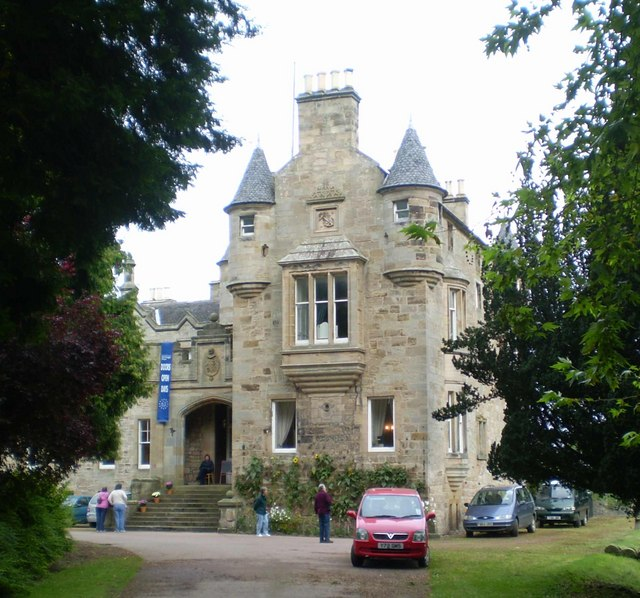
Carriden House.
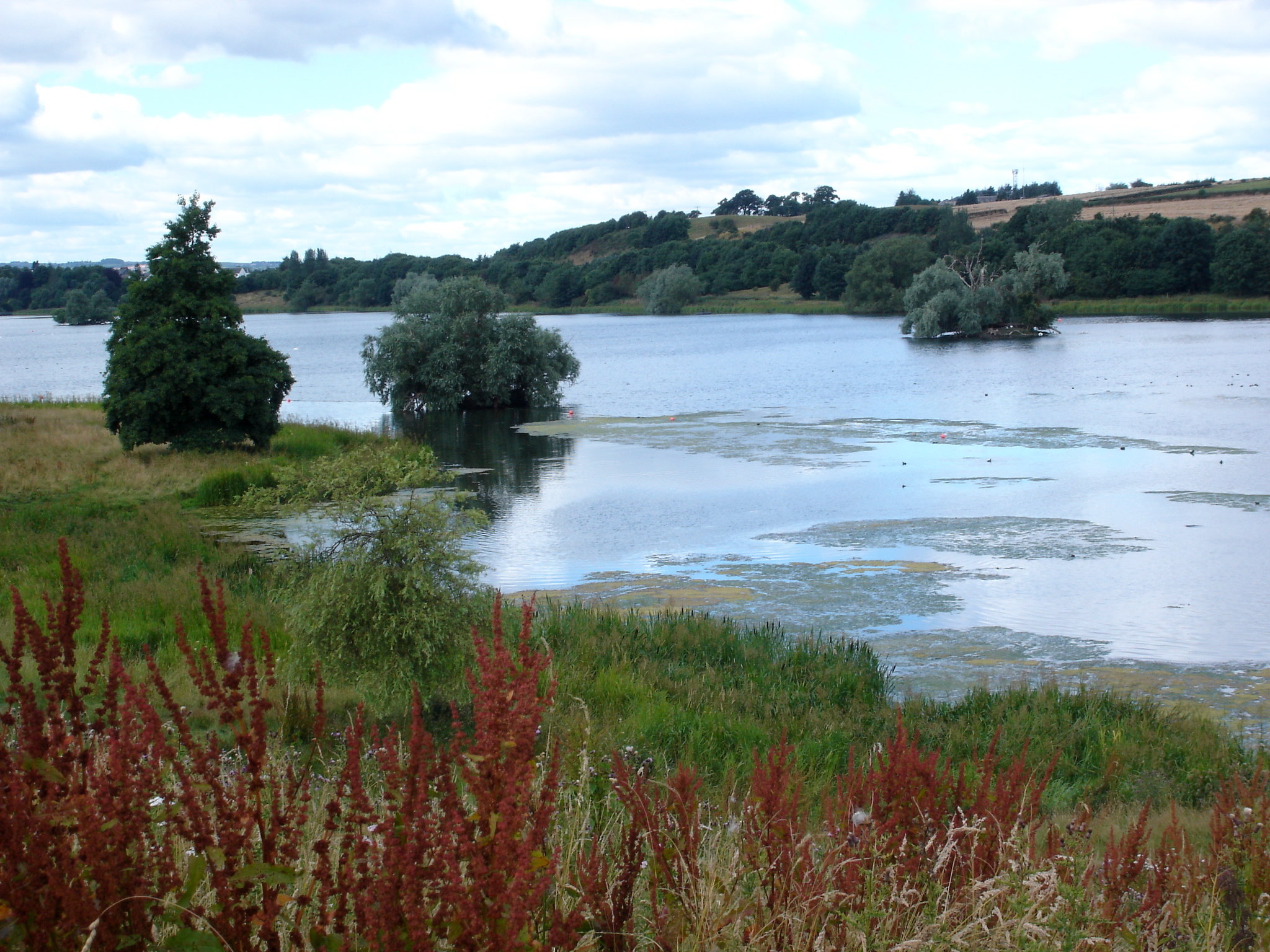
El llac.
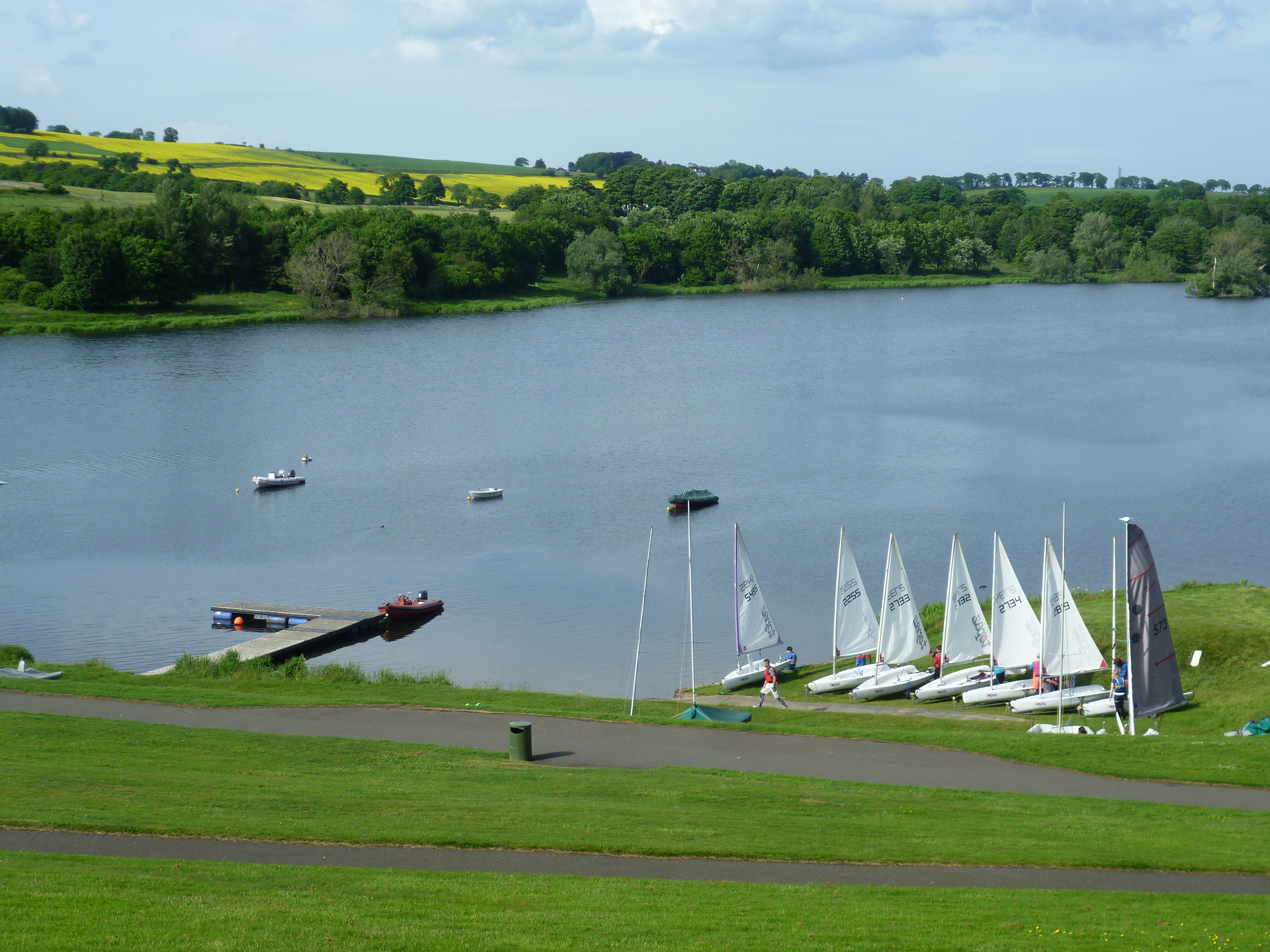
El llac.
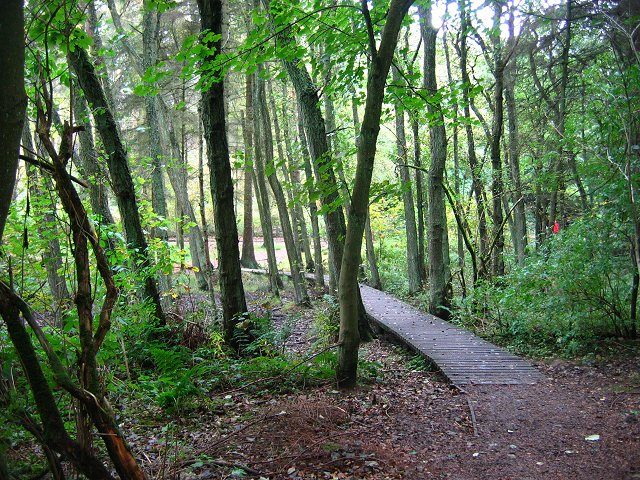
El parc de Beecraigs
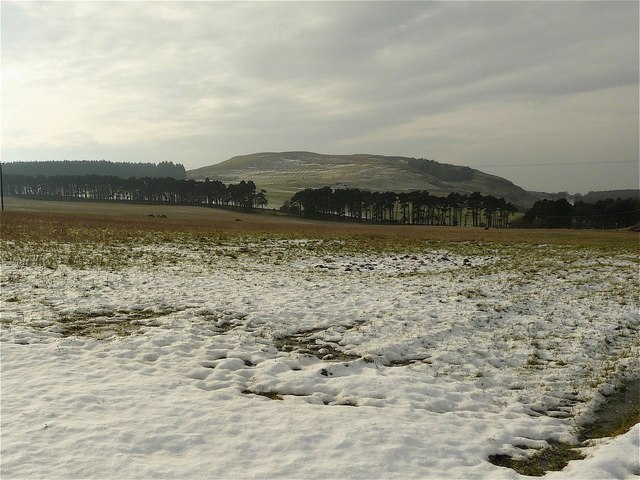
Turó de Cockleroi.
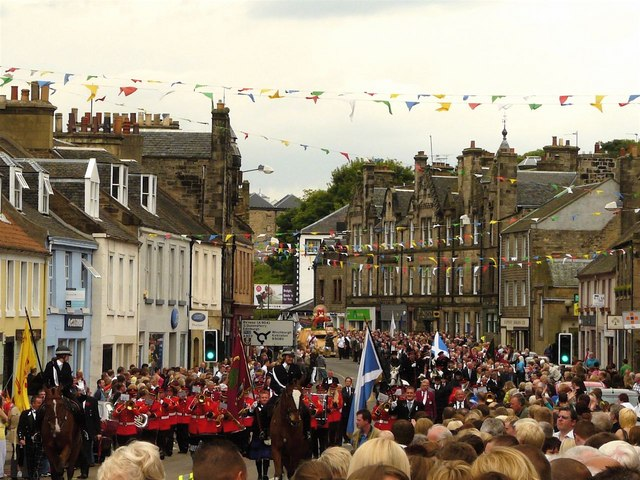
Desfilada al carrer principal.